# Associazione Sportiva Del Duca Ascoli 1962-1963
Questa pagina raccoglie le informazioni riguardanti l'Associazione Sportiva Del Duca Ascoli nelle competizioni ufficiali della stagione 1962-1963.

## Rosa
| N. |                   | Ruolo | Calciatore        |
| -- | ----------------- | ----- | ----------------- |
|    | Italia (bandiera) | C     | Alberto Baldoni   |
|    | Italia (bandiera) | A     | Silverio Balzano  |
|    | Italia (bandiera) | C     | Nando Barchiesi   |
|    | Italia (bandiera) | D     | Adelmo Capelli    |
|    | Italia (bandiera) | P     | Angelo Colombo    |
|    | Italia (bandiera) | A     | Romano Cori       |
|    | Italia (bandiera) | A     | Roberto Ghelli    |
|    | Italia (bandiera) | C     | Roberto Maialetti |
|    | Italia (bandiera) | D     | Franco Masetto    |

| N. |                   | Ruolo | Calciatore         |
| -- | ----------------- | ----- | ------------------ |
|    | Italia (bandiera) | D     | Carlo Mazzone      |
|    | Italia (bandiera) | D     | Domenico Oddi      |
|    | Italia (bandiera) |       | Petrelli           |
|    | Italia (bandiera) | A     | Lorenzo Piacentini |
|    | Italia (bandiera) | D     | Marino Rossetti    |
|    | Italia (bandiera) | A     | Sergio Sospetti    |
|    | Italia (bandiera) | P     | Roberto Strulli    |
|    | Italia (bandiera) | C     | Antonio Tomassoni  |
|    | Italia (bandiera) | C     | Nevio Varglien     |